# Mission jésuite de Moghol

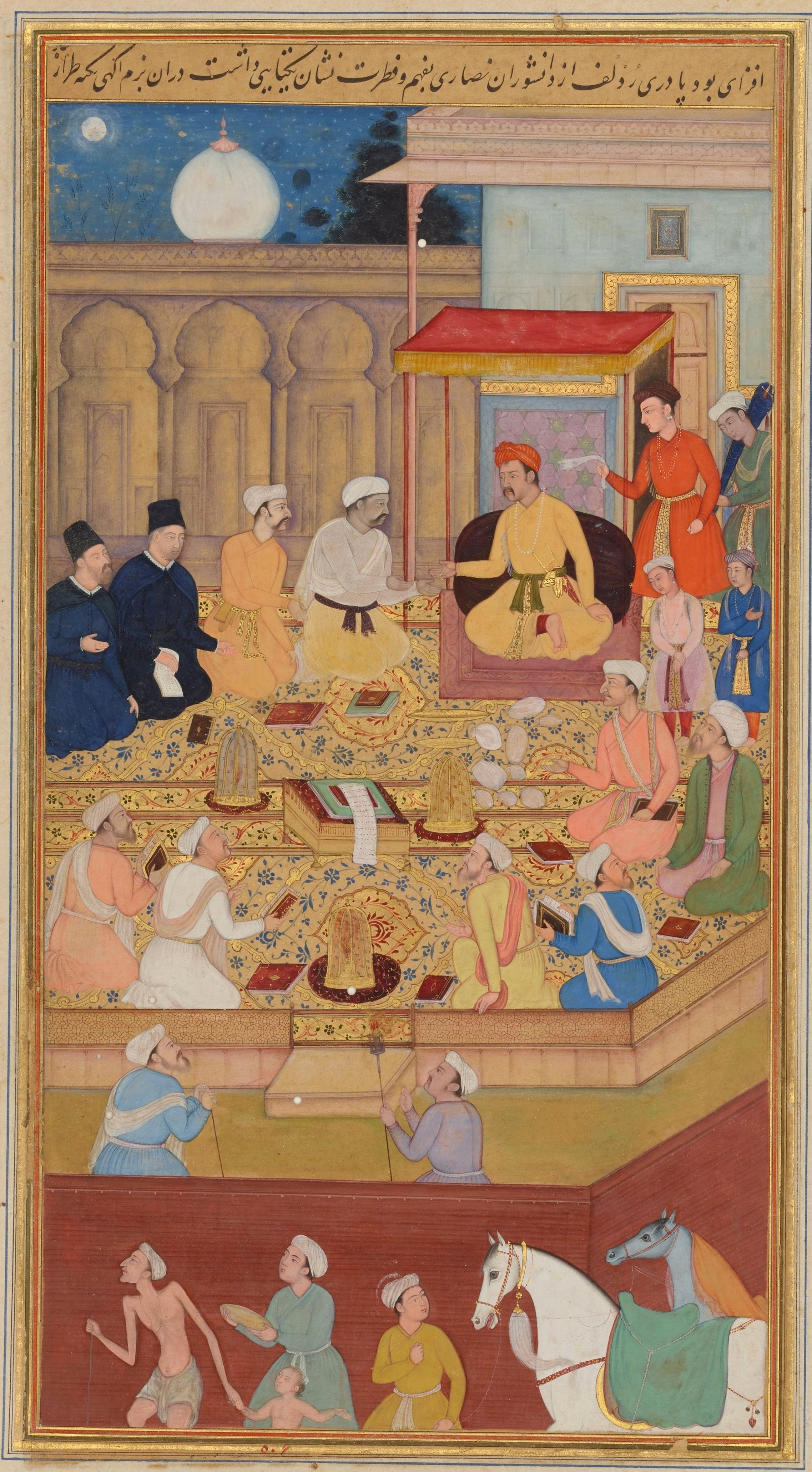
Deux jésuites aux débats religieux d'Akbar (1606)

La Mission jésuite de Moghol (ou Mogol) est une œuvre d’évangélisation chrétienne entreprise par les Jésuites en Inde du Nord. Arrivés en 1580 à Fatehpur-Sikri comme invités personnels de l’empereur Akbar lui-même, les jésuites résidèrent à Āgrā durant près de deux siècles. Ils furent remplacés par les Pères Carmes lorsque la Compagnie de Jésus fut supprimée (1773). Les Capucins prirent la relève en 1820  lorsque la mission devint le vicariat apostolique du Tibet-Hindustan.

## Première mission auprès d’Akbar (1580-1583)

### Invitation
Des informations venues du Bengale disposent favorablement l’empereur Akbar vis-à-vis du christianisme. On lui rapporte que des prêtres avaient réprimandé des  marchands portugais pour ne pas avoir payé des taxes légitimement dues aux autorités mogholes. Akbar fait venir à sa cour un prêtre de Satgaon (Bengale). S’estimant peu compétent celui-ci suggère à l’empereur de s’adresser à Goa pour que lui soient envoyés des jésuites. 
En décembre 1578 - de Fatehpur-Sikri qui est sa nouvelle capitale - Akbar envoie une lettre adressée ‘aux pères principaux de l’Ordre de Saint-Paul’ : « je vous dépêche mon ambassadeur Abdullah pour vous demander de m’envoyer deux prêtres érudits avec les livres principaux de la Loi et l’Évangile, de telle sorte que je puisse étudier la Loi et ce qui s’y trouve de plus parfait. (…) Que les pères qui viendront sachent qu’ils seront reçus avec le plus grand des honneurs. Je serai enchanté de leur présence. Lorsque j’aurai appris la Loi et sa perfection comme je le souhaite, ils seront libres d’aller où bon leur semble (…) »
L’ambassade arrive à Goa en septembre 1579 et malgré les réticences du vice-roi portugais, l’invitation est acceptée par l’évêque et les jésuites. Rodolphe Acquaviva, un Italien de 30 ans récemment arrivé à Goa, Francis Henriques, un Perse converti de l’islam, et Antoine Montserrate, Catalan de 43 ans, sont les trois prêtres choisis pour cette mission. Deux mois plus tard ils sont en route et, passant par Surate, Ujjain et Gwalior, le groupe arrive à Fatehpur-Sikri le 28 février 1580.
Fort courtoisement reçus, les pères sont logés dans l’enceinte même du palais. Depuis quelque temps déjà Akbar organise dans l’Ibadat khana des débats de nature religieuse. Officiellement musulman Akbar est peu orthodoxe et ne cache pas sa désaffection. Il a déjà obtenu d’oulémas le droit de faire passer comme décrets légaux certaines interprétations libérales personnelles. Religieux et dévot mais esprit ouvert et curieux il cherche pour son empire une religion, ou philosophie religieuse, qui rassemble le meilleur des diverses traditions. 

### Débats religieux
Les pères sont immédiatement engagés dans les débats aux côtés d’oulémas de diverses écoles musulmanes, de représentants hindous, jains et zoroastriens. La langue est un obstacle mais Francis Henriques est leur interprète. L’empereur les reçoit souvent en privé, les traitant avec grande considération. Ce qui permet aux pères de lui parler de choses plus personnelles et de son ‘salut éternel’ : ils cherchent à obtenir sa conversion. Il est particulièrement impressionné par la personnalité de Rodolphe Acquaviva, son style de vie humble et austère, sa sincérité et son grand esprit religieux. Les pères refusent tout argent qui aille au-delà de ce dont ils ont besoin pour leur subsistance.
Les débats sont vifs et souvent acrimonieux. Équipés d’une mauvaise traduction latine du Coran, les jésuites n’épargnent pas le prophète Mahomet et n’ont rien de bon à dire au sujet du livre sacré. Maladroits (ou inconscients) ils emploient parfois un langage injurieux. Il arrive que l’empereur les prenne à part les invitant à modérer leurs attaques: s’ils continuent ainsi il lui deviendra difficile de les protéger.

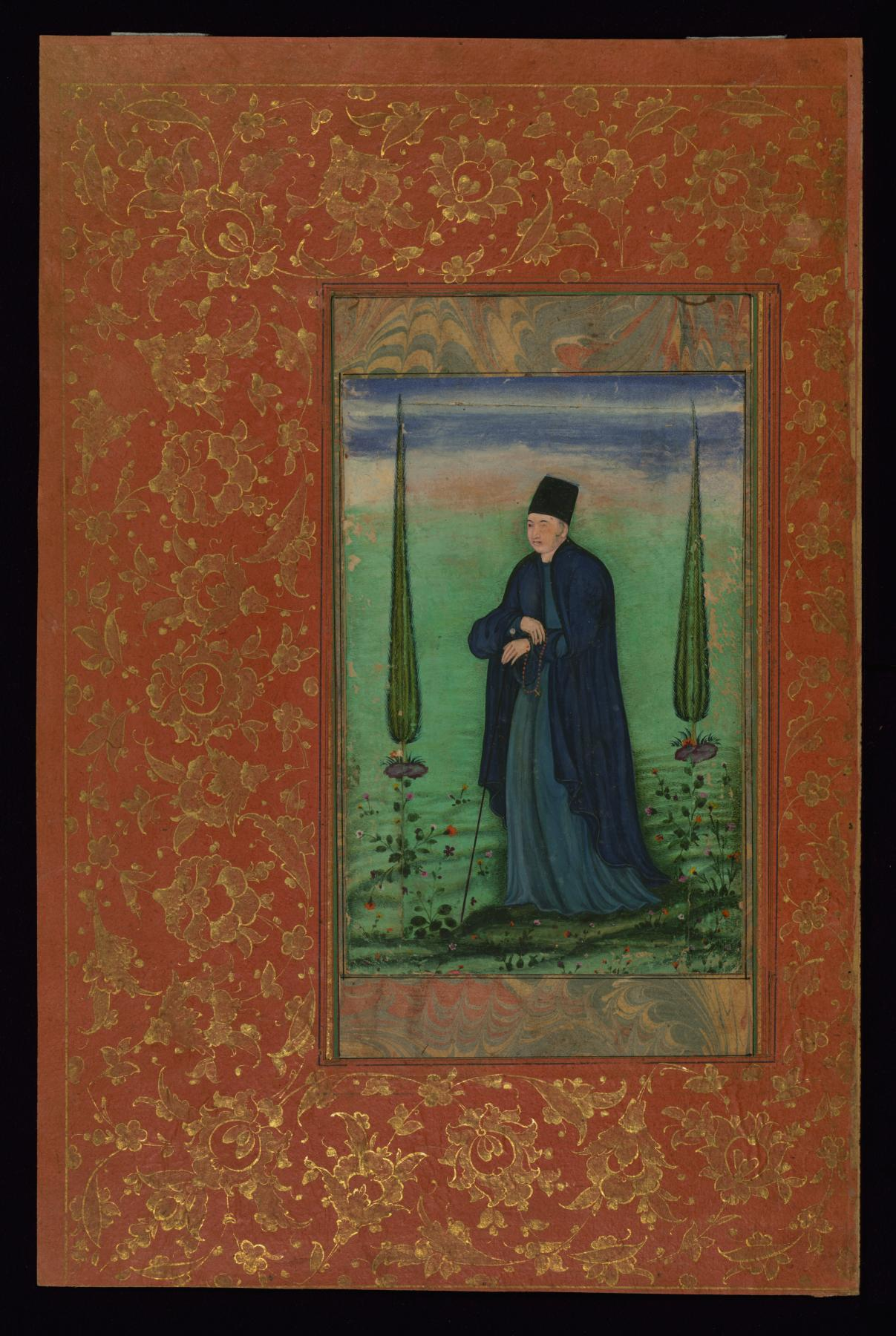
Un père jésuite à la cour d'Akbar (miniature moghole)

Dans ces débats les jésuites ont souvent le dessus. Il ne déplait pas non plus à Akbar de voir les oulémas mis à leur place. Cependant, deux ans plus tard, et s’étant familiarisé avec la langue perse, Acquaviva se rend compte que la situation est plus complexe. Les débats ne sont que polémiques, sans dialogue. Les adversaires deviennent des ennemis. Quant à Akbar, il s’informe. Il est intéressé et il s’instruit. Il montre de la sympathie vis-à-vis du christianisme, visite la chapelle des religieux, touche avec révérence les objets sacrés (et invite ses fils à faire de même). Les jésuites ont permission de prêcher, de convertir, et d’ouvrir un hôpital. Mais il est clair que, si Akbar n’est plus un musulman (aux dires des missionnaires), il ne se convertira pas pour autant au christianisme, ce qui est l’objet principal de la ‘mission’ reçue. 

### Doutes et fin
En février 1581 Akbar part en campagne à Kaboul pour y mater la rébellion de son frère. Montserrate l’accompagne comme précepteur de son deuxième fils Murad (né en 1570). Acquaviva approfondit l’étude de la langue perse. Rentré victorieux fin 1581 Akbar est triomphalement reçu à Fatehpur-Sikri. Il est de plus en plus distant de l’islam mais adopte des pratiques parsies et hindoues. En 1582 Les jésuites estiment que leur mission est un échec et pensent retourner à Goa. Le Provincial les laisse libres de décider. Parmi les raisons qui militent pour rester à Fatehpur est la perspective de l’ouverture d’une mission dans une région dont Acquaviva entend parler: le Tibet. Le fils d’Akbar, qui a 13 ans et dont l’éducation leur est confiée, est également source d’espoir.
Dans une nouvelle lettre, en septembre 1582, Acquaviva estime devoir être rappelé à Goa au moins pour pouvoir y consulter le provincial en personne sur l’avenir de la mission.  Akbar, fort attaché au jésuite, hésite à le laisser partir. L’autorisation n’est donnée qu’en février 1583. Akbar écrit au Provincial de Goa : « comme votre Paternité m’a demandé plusieurs fois, par lettre, de le laisser partir, je lui donne la permission. Mais comme mon intention est que notre amitié croisse jour après jour je demande à votre paternité de faire en sorte d’envoyer à nouveau le père Rodolphe, avec quelque autre père, et ce dans le plus bref délai. Je souhaite que les pères de cet ordre soient avec moi, car je les estime beaucoup (…) »  Acquaviva refuse tout présent avant de partir, sinon la libération de quelques esclaves chrétiens qui l’accompagneront à Goa. Il y arrive en mai 1583.
Deux mois plus tard (25 juillet 1583) Acquaviva meurt pour la foi à Cuncolim. Montserrate rapporte que, apprenant la nouvelle de sa mort Akbar fut fort attristé et s’exclama : « Hélas, Père !  Ne vous ai-je pas dit de ne pas partir ? Mais vous ne m’avez pas écouté ! »

## Deuxième mission auprès d’Akbar (1591)
Durant la seconde moitié de 1590 arrive à Goa un diacre grec, Leo Grimon. Venant de Lahore, où la cour d’Akbar s’était déplacée, il apporte une lettre de l’empereur au contenu étonnement chrétien : « (…) J’espère par la présente que me seront envoyés des pères de Goa. Par leur sainte doctrine je souhaite être restauré de la mort à la vie, comme leur maître Jésus-Christ descendu du ciel sur la terre en a relevé beaucoup de la mort pour leur donner la vie… »  Il ordonne qu'approvisionnement, transport et escorte leur soient assurés, et assure qu’il leur construira un logement digne de leur statut.  
Le diacre grec convainc les pères que les chances de succès de la mission sont grandes: l’empereur est de moins en moins musulman. Il a renvoyé toutes ses femmes sauf une. Il fait marque de considération de plus en plus grande vis-à-vis du christianisme et a même célébré la fête de l’Assomption de la Vierge (1590) en vénérant l’image de Notre-Dame.  
L’invitation d’Akbar est reçue avec enthousiasme. De nombreux volontaires se présentent. Deux pères et un frère sont choisis : Duarte Leitao, Christoval de Vega et Estevao Ribeiro. Ils sont fort bien reçus (à Lahore) et logent au palais même. Ils ouvrent une école fréquentée par les enfants du roi et de nobles de la cour.  
Cependant les pères font face à une forte opposition à la cour même. Ils comprennent rapidement que l’empereur n’a aucune intention de devenir chrétien. Malgré la désapprobation d’Akbar - et sans l’accord du provincial de Goa qui souhaitait les voir rester - les pères retournent à Goa. La conclusion de la seconde mission est abrupte et reste mal expliquée.

## Troisième mission auprès d’Akbar (1595-1605)
La manière dont la seconde mission tourna court mécontenta l’empereur Akbar. À Goa également on estime que les pères avaient agi de manière prématurée. Akbar envoie une nouvelle lettre en 1594. Un marchand arménien en est le courrier. Après de nouvelles délibérations à Goa, où cette fois le vice-roi se montre le plus enthousiaste, il est décidé d’y faire suite. Jérôme Xavier est choisi pour diriger le groupe dont font également partie le frère Bento de Góis, et le père Manuel Pinheiro (1556-1619). Un interprète, Domingo Pires, les accompagne.
Le départ a lieu en décembre 1594. Quittant Goa le groupe arrive à Cambay où ils sont cordialement reçus par le second fils d’Akbar, le prince Murad, ancien élève de Montserrate. Il leur procure tout ce dont ils ont besoin pour le voyage jusque Lahore où réside l’empereur. Les voyageurs se joignent à une large caravane de 400 chameaux et 100 chevaux. Au bout d’un voyage éprouvant - cinq mois au lieu des deux mois habituels - ils arrivent à Lahore le 5 mai 1595. L’arrivée des ascètes chrétiens que l’on appelle ‘padres’, et la réception ‘avec grande pompe’, est  remarquée par le chroniqueur de la cour Abu’ al-fazl qui le note dans son Akbarnama. 
Durant les dix dernières années de la vie d’Akbar, d’abord quatre ans à Lahore et ensuite six ans à Āgrā, les missionnaires restent les invités de l’empereur. Manuel Pinheiro en est le plus proche et a une bonne influence. Les débats religieux n’ont plus la même importance. Akbar parle en fait plus de politique (le progrès des Portugais en Inde) que de religion. Il n’en montre pas moins une grande révérence pour les images saintes, visite fréquemment la chapelle des missionnaires, assistant aux prières ‘agenouillé et les mains jointes’ et est très tolérant. Il les autorise à ouvrir une école pour les enfants des membres de sa cour. Une modeste église est construite à Lahore (1597). Les missionnaires notent qu’Akbar, esprit religieux, a fondé sa propre secte ; il n’est certainement plus musulman.
Jérôme Xavier passe un temps considérable à étudier la langue perse. Son compagnon, Manuel Pinheiro est le premier à s’occuper directement de personnes extérieures à la cour. En 1600, un jésuite italien arrive de Goa pour le seconder: Francisco Corsi. En 1602, à la suite d’un conflit avec le gouverneur de Lahore hostile aux pères, Pinheiro obtient d’Akbar un firman donnant permission de ‘prêcher la religion chrétienne et convertir’ dans tout l’empire Une communauté chrétienne se développe à Lahore, dont Pinheiro est le pasteur. La vie y est cependant difficile après le départ d’Akbar. L’hostilité du gouverneur, un strict musulman, est évidente. Seule l’amitié qu’Akbar leur porte protège les deux missionnaires, Pinheiro et Corsi. 
Bento de Góis et Jérôme Xavier accompagnent Akbar lors de sa campagne militaire au Deccan (1598). L’affaire est politiquement délicate car un des rois rebelles du Deccan est allié des Portugais. Bien que sollicité par Akbar Jérôme Xavier refuse d’intervenir. Mécontent, Akbar le tient pour un temps à distance. La campagne étant malgré tout un succès les missionnaires reviennent en faveur et s’installent avec l’empereur à Āgrā (1601), qui devient la nouvelle capitale de l’empire. Pinheiro reste à Lahore. 
À la recherche de ‘résultats’ (c’est-à-dire : la conversion d’Akbar…) et encouragé par le supérieur de Goa, Jérôme Xavier obtient un entretien privé avec Akbar, et lui enjoint de rendre son attitude claire. Akbar tergiverse à nouveau, ne manquant pas de souligner cependant que les missionnaires avaient reçu de grandes libertés dans son empire, entre autres l’autorisation de construire une église à Agra. 
Des débats religieux reprennent. Jérôme Xavier y parle cette fois en persan. La langue lui est devenue familière. En 1602 il offre à Akbar une ‘Vie du Seigneur Jésus’ (Dastan-i hazrat-i 'isa) qu’il a composée en persan spécialement pour lui, l’empereur refusant de croire en la divinité du Christ et aux miracles de Jésus.  Le livre ravit Akbar et fait sensation à la cour où il est recopié et circule abondamment, de même qu’une image de la ‘Madonna del popolo’ apportée de Rome par un missionnaire récemment arrivé.
Même si une présence publique de la foi chrétienne est tolérée (une église est consacrée en 1604, des processions religieuses sont autorisées dans les rues de la ville), la situation reste précaire. Il suffit qu’un renégat portugais calomnie les pères, les faisant passer pour espions du Portugal, pour que le soupçon s’installe, même si par après il se rétracte et demande pardon.
L’arrivée en 1603 d’un anglais, John Mildenhall (en), se déclarant ambassadeur de la reine Elisabeth, marque le commencement d’une lutte d’influence entre anglais et portugais à la cour moghole. Cherchant à obtenir pour la nation anglaise l’accès aux ports de l’empire moghol, il apporte à Akbar de riches cadeaux, soulignant volontiers que les pères, durant tant d’années de présence à Agra ne lui avaient encore rien offert de la part des Portugais…
D’autres soucis sont causés par l’attitude de l’héritier du trône, le prince Salim. Il est à cette époque en rébellion ouverte et fait assassiner le ministre préféré de son père, Abul al Fazl (août 1602). Akbar est âgé, et il est important pour les missionnaires de garder de bons rapports autant avec l’empereur qu’avec son héritier. Jérôme fait le voyage de Fatehpur Sikri pour le rencontrer (1603). Par ailleurs il accompagne Akbar dans sa campagne contre son fils en août 1604. Une réconciliation incertaine a lieu en novembre 1604, à laquelle Jérôme Xavier n’est sans doute pas étranger.  Peu après, en septembre 1605, Akbar tombe malade : il meurt le 17 octobre. Écrivant en 1615 Jérôme Xavier déclare qu’Akbar n’est mort « ni musulman ni chrétien, mais dans la religion de sa secte »

## Mission auprès de Jahangir (1605-1627)

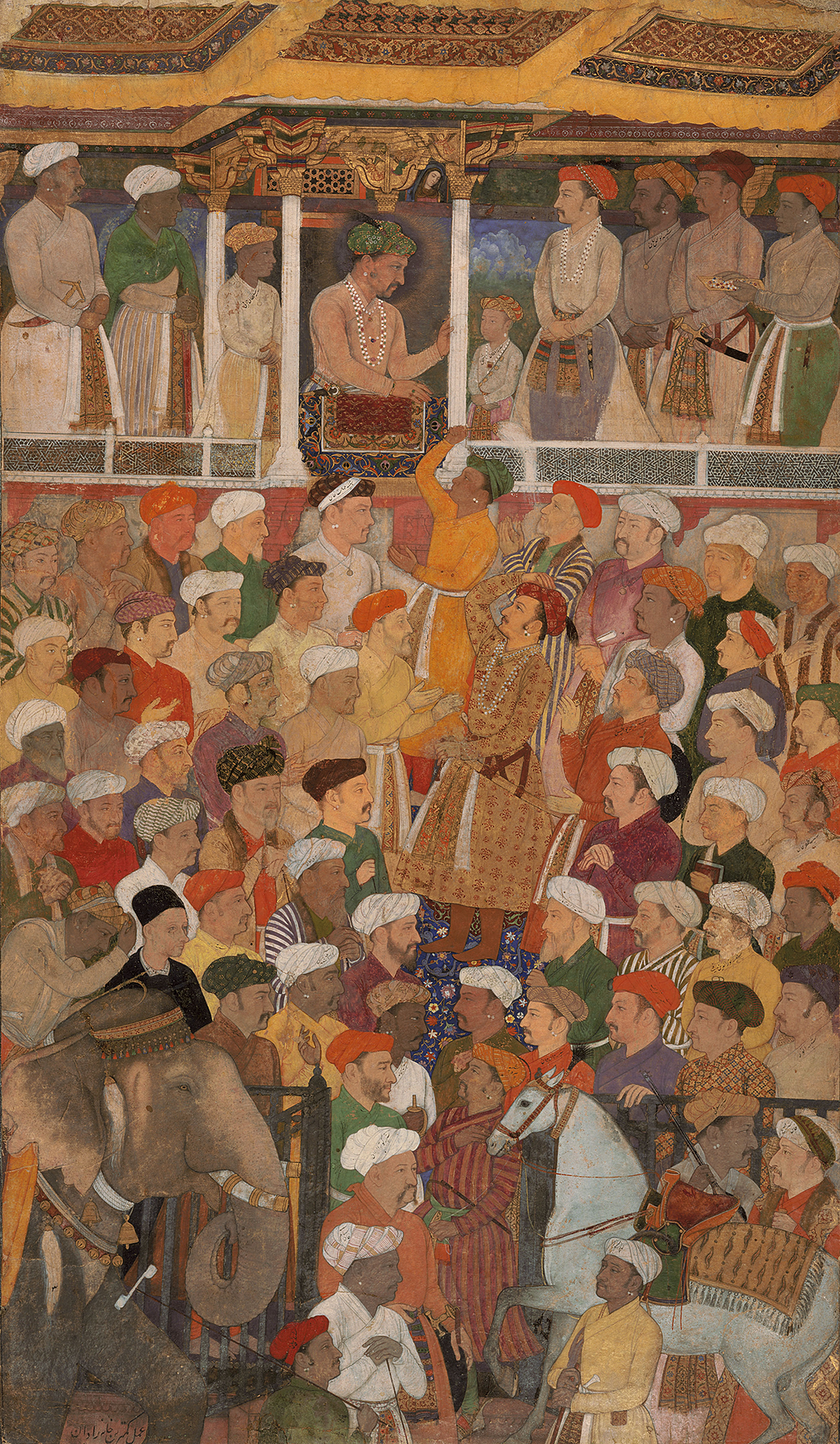
Missionnaire (habillé de noir) présent au darbar de Jahangir

Apparemment plus ouvert au christianisme, le prince Salim – devenu l’empereur Jahangir - est cependant de caractère moins prévisible que son père. Son attitude est ouvertement chrétienne, sauf lorsqu’il a besoin de soutiens musulmans comme lors de la rébellion de son fils Khusru. « J’ai une grande dévotion pour le Seigneur Jésus » dit-il. Il collectionne les images pieuses, porte une croix en or au cou, mais explique-t-il aux missionnaires, il ne peut être satisfait d’une seule femme.  Le père Jérôme Xavier lui offre son Miroir de la vérité (A'ìina-yi haqq-numa) un ouvrage de doctrine chrétienne. Plus tard (1609) il écrira pour lui un livre sur les devoirs du roi.
Jahangir visite l’église d’Agra, surtout pour la fête de Noël. Il souhaite que s’y trouve son image, « pour que les pères puissent prier pour lui ». Son dais est porté par quatre chrétiens portugais. Des chrétiens font partie de son entourage immédiat dont un arménien qui obtient la permission de construire des églises à Lahore et Ahmedabad. Les pères ont une place d’honneur lors des audiences publiques de l’empereur.  Un témoin anglais rapporte que Jahangir aurait publiquement affirmé que le christianisme était la vraie religion et que ‘Mahomet n’était que mensonges et fables’. 
L’espoir des jésuites est au zénith lorsque Jahangir suggère que trois neveux (fils de son frère décédé) soient baptisés. Après avoir été instruits dans la religion chrétienne par le père Corsi ils sont baptisés le 5 septembre 1610 par Jérôme Xavier lors d’une cérémonie publique, précédée d’une imposante procession (à dos d’éléphants) les acheminant à travers la ville, du palais à l’église. On leur donne les noms des rois d’Espagne et du Portugal : Don Felipe, Don Henrique et Don Carlos. Cette extraordinaire nouvelle est communiquée au vice-roi de Goa et par lui, à Philippe III, roi d’Espagne. Celui-ci écrit à Jahangir lui assurant qu’il se considérerait comme le parrain de ses trois neveux. Deux ans plus tard, lors de nouvelles tensions politiques entre le Portugal et Mogor, les princes ‘rendent leur crucifix aux pères’. Jahangir lui-même semble plus d’une fois sur le point de demander le baptême, mais ne fera jamais le pas décisif.
Jérôme Xavier vieillit et retourne à Goa en 1614, où il meurt trois ans plus tard. D’autres missionnaires prennent la relève. La mission elle-même change progressivement en s’élargissant, ne se limitant  plus au seul travail auprès de l’empereur et de sa cour. François Corsi (1573-1635), un Florentin, apprend la langue locale, l’hindoustani. Joseph de Castro (1577- 1646) fait de même: il est le premier à ne pas être engagé dans les affaires de la cour (sauf à la fin de la vie de Jahangir). Son énergie est principalement consacrée au développement du collège d’Agra. L’un et l’autre missionnaires sont enterrés dans le cimetière d’Agra. 
Pour des raisons commerciales les Anglais tentent de pénétrer la cour de l’empereur moghol. Des missions diplomatiques sont envoyées auprès de Jahangir, dont celle de William Hawkins. Les Portugais s’y opposent farouchement et ont le soutien des jésuites. À Agra Hawkins craint les jésuites : « qui sont comme des chiens enragés faisant tout leur possible pour m’envoyer dans l’autre monde ».  Après Hawkins arrive Paul Canning avec une lettre du roi Jacques.  Dans cette lutte d’influence à la cour les jésuites sortent généralement vainqueurs, non pas sans que de déplorables querelles forcent parfois l’empereur à intervenir personnellement…
En 1613 un grave incident a lieu. Les Portugais saisissent un navire moghol appartenant à la mère de l’empereur. Les représailles ne sont pas que commerciales. Les églises d’Agra et de Lahore sont fermées, les allocations aux pères sont supprimées, les chrétiens fuient Agra. La mission est au bord du désastre. Cependant, la crise est résolue aussi soudainement qu’elle est apparue. Un accord est bientôt signé entre le Portugal et les Moghols, avec restitutions des biens confisqués. Mais cela révèle la fragilité de la mission. La rivalité diplomatique avec les Anglais continue.  
En 1615 arrive à Agra une ambassade anglaise de très haut niveau. Elle est conduite par Sir Thomas Roe. La lutte d’influence à la cour de Jahangir n’en est que plus intense. Les Portugais perdent du terrain. Tout en manifestant dans son journal une grande aversion pour les jésuites toujours prêts à lui mettre des bâtons dans les roues, Roe établit avec le père François Corsi, à l’initiative de ce dernier, une relation de courtoise collaboration dans les domaines qui ne touchent pas les intérêts divergents. La mission de Roe est un succès : les Anglais sont autorisés à utiliser les ports moghols pour y faire du commerce. C’est le point de départ de la Compagnie anglaise des Indes orientales. Cette mission diplomatique se termine avec le départ de Roe en 1618.
Jahangir continue à se montrer favorable au christianisme et aux pères, sans jamais faire le pas tant espéré des missionnaires. Il réprimande les membres de sa cour qui nomment ‘Isa’ (Jésus) sans ajouter le terme honorifique de ‘Hazrat Isa’ (le Seigneur Jésus). Il reproche à un arménien de ne pas porter de petite croix au cou… Les missionnaires estiment que sa femme, Nur Jahan est l’obstacle principal à sa conversion. Le prince Parviz, le successeur présumé qui donnait également quelque espoir, décède en 1626.  
Jahangir meurt le 28 octobre 1627. Tout en étant pieux comme son père Akbar, il n’en avait pas le raffinement  culturel et l’esprit de recherche. Les commentateurs écrivent cependant qu’il était plus attaché au Christ qu’à Mahomet. Lorsque malade, il parlait volontiers de devenir chrétien… après son rétablissement ! Une rumeur circula qu’il avait reçu le baptême secrètement. Selon Roe ces histoires répétées de conversion annoncée puis différée n’étaient que gesticulations diplomatiques sans sérieux engagement.

## Mission auprès des successeurs

### Sous Shah Jahan (1627-1658)
Sous Shah Jahan, empereur de 1627 à 1658, les perspectives de la mission s’obscurcissent. Shah Jahan n’a ni sympathie ni antipathie pour le christianisme et les pères. Par contre il est rapidement en conflit avec les portugais et les conséquences en sont graves pour les chrétiens. La conduite des Portugais au Bengale (en particulier à Chittagong où ils se comportent en pirates) conduit l’empereur à assiéger Hugli qu’il conquiert en 1632.  Plusieurs milliers de chrétiens, portugais et autochtones, sont emmenés comme esclaves à Agra. C’est la plus grave persécution jamais vécue dans l’empire moghol. Beaucoup meurent de mauvais traitements reçus, y compris les prêtres qui accompagnaient les prisonniers. La chapelle des martyrs dans le cimetière d’Agra est érigée à leur mémoire. Seuls sont mieux traités ceux qui renoncent à la foi chrétienne.
Les missionnaires n’ont plus guère d’influence à la cour et sont en peine pour venir en aide aux prisonniers. D’ailleurs la vague d’hostilité anti-portugaise a fait des dégâts à leur église qui est fermée pour un temps. Dans les années qui suivent la situation des prisonniers s’améliore et les pères peuvent les recevoir pour des services pastoraux. Tout cela se fait sous haute surveillance.  Par ailleurs les relations des Jésuites avec les Anglais s’améliorent. 
La relève est assurée, entre autres, par Antonio Ceschi (Italien arrivé en 1645), Antonio Botelho, portugais et supérieur du collège d’Agra de 1648 à 1654, et surtout Heinrich Roth, jésuite bavarois arrivé à Agra en 1653. Il est le premier à se tourner délibérément vers la culture et langue sanscrite (au lieu du persan de la cour impériale), la population de l’empire moghol étant largement hindoue. Roth, recteur du collège d’Agra depuis 1659, y accueille en 1662 Albert Dorville et Johann Grueber qui, partis de Pékin onze mois auparavant, ont traversé le Tibet et le Népal, et sont en route pour Goa. Leur épuisement est tel que Dorville meurt peu après, à Agra (8 avril 1662). Roth accompagnera Grueber à Goa, et de là à Rome
Shah Jahan étant plus distant, les chrétiens et leurs missionnaires sont moins protégés. Les jésuites n’ont plus l’accès facile auprès de l’empereur. Les incidents avec les musulmans se multiplient dans la même mesure. Antonio Ceschi les trouve ‘hostiles’. De plus en plus le travail des missionnaires consiste en fait à s’occuper des petites communautés chrétiennes d’Agra, de Delhi et de Lahore, et du collège d’Agra. 
Un dernier espoir disparait lorsque le fils héritier de Shah Jahan, Dârâ Shikôh, perd la lutte pour le trône. Il est vaincu par son jeune frère Aurangzeb et fait prisonnier en 1658. Ce prince, à beaucoup d’égards semblable à son arrière grand-père Akbar - intellectuel, tolérant et ouvert aux questions religieuses (il avait relancé la coutume des débats religieux) - est sauvagement assassiné en prison sur ordre d'Aurangzeb (1659).  Il avait repris contact avec les jésuites. Un jésuite des Pays-Bas aux propensions scientifiques, Henri Uwens  (1618-1667), connu comme ‘Henri Busi’, avait été spécialement envoyé à Agra pour satisfaire à la curiosité scientifique de Dara Shikoh. Ce missionnaire austère et bienveillant, compétent, cultivé et raffiné avait d'excellents rapports avec le prince qui l'estimait beaucoup. Busi était le ‘padre’ chrétien lors des débats organisés par Dârâ Shikôh : il exposait la doctrine de la foi chrétienne de manière très courtoise. 
Avec l’accession d’Aurangzeb sur le trône moghol (1658), la mission particulière auprès des empereurs moghols est pratiquement terminée, même si les changements ne sont immédiatement perceptibles. Le travail missionnaire continue cependant auprès des populations locales.

### Sous les successeurs
Bientôt la politique religieuse d’Aurangzeb s’affirme, surtout après la mort de Busi (1669) pour lequel il gardait de l’estime. La taxe sur les infidèles (la ‘Djizîa’) est réintroduite (1679), qui devient un fardeau intolérable pour les chrétiens, même si les missionnaires obtiennent quelques exemptions. Les conversions sont interdites, sauf vers l’Islam.  Goa n’est de plus aucun soutien, ni politique ni financier, les Portugais ayant perdu leur prédominance sur les mers et leur prestige de ‘puissance mondiale’ étant fort écorné par les Anglais et Hollandais.  
Les rapports annuels des jésuites font état de grandes difficultés financières et d’engagement missionnaire limité par les circonstances au simple service pastoral des communautés chrétiennes de l’empire moghol. Cela ne les empêche pas de chercher d’autres terrains de mission. Un voyage explorateur au ‘Kafiristan’ (nord-est de l’Afghanistan) est sans suite (1678). Une tentative d’expansion du côté du Bengale (1680), province de l’empire moghol où se trouve une communauté chrétienne relativement importante, se heurte aux moines augustiniens. Le père Marco-Antonio Santucci et ses quelques compagnons s’en retirent en 1685.  Des contacts sont tentés avec quelques royaumes voisins : Népal, Tripura, Deoghar (royaume de Gond). 
Des contacts occasionnels avec les successeurs d’Aurangzeb, Bahâdur Shâh puis Jahandar Shâh, ont lieu de manière indirecte. Donna Juliana, dame chrétienne de haut rang et grande influence à la cour des moghols, fait discrètement passer aux empereurs les images pieuses dont ils sont très friands (en transgression des préceptes de l’Islam). À la mort de Juliana (1734) tout contact cesse. Lorsque Nadir Shah de Perse conquiert et saccage Delhi en 1739, la mission est moribonde.  Elle continue auprès du raja de Jaipur, Jai Singh Sawai, passionné d’astronomie, qui en fait est surtout intéressé à obtenir des jésuites astronomes et mathématiciens… 
En 1759 lorsqu’ils sont expulsés de tous les territoires portugais, les jésuites ont encore cinq églises et congrégations chrétiennes dans l’empire moghol : Narwar, Jaipur, Agra et deux à Delhi. Avec leur expulsion de Goa, la mission jésuite de Moghol ne saurait survivre longtemps. 
À la suite de la suppression universelle de la Compagnie de Jésus (1773) les deux derniers jésuites en remettent la responsabilité aux pères Carmes (1781).  L’un, Joseph Tieffenthaler, géographe de renom, sillonnera l’Inde septentrionale y faisant des relevés scientifiques qu’il envoie en Europe. Il meurt à Lucknow en 1785. L’autre, François-Xavier Wendel reste responsable de la petite communauté catholique d’Agra jusqu'à sa mort en 1803. Paradoxalement la disparition du dernier jésuite coïncide avec la chute de l’empire Moghol, la ville de Delhi étant prise par les forces anglaises en septembre 1803.
Les pères carmes d’abord (1781), et les capucins de Patna ensuite (début du XIXe siècle) sont nommés administrateurs du ‘vicariat général du grand Moghol’. 